# Hieronymus Theodor Richter
Hieronymus Theodor Richter (n. 21 noiembrie 1824, Dresda, Regatul Saxoniei – d. 25 septembrie 1898, Freiberg, Saxonia, Germania) a fost un chimist german. 
În 1863, în timp ce lucra la Technische Universität Bergakademie Freiberg, descoperă indiul, alături de Ferdinand Reich.  În 1875, a devenit director al Academiei de Mine din Freiberg.